# Kate Freeman Clark
Kate Freeman Clark (3. září 1875 Holly Springs – 3. března 1957 Holly Springs) byla americká malířka.

## Životopis
Narodila se právníkovi z Vicksburgu Edwardu Clarkovi a Cary Freeman Clark, jejíž prastrýc byl generál konfederační armády Edward Cary Walthall. Jako jedináčka ji pojmenovali po babičce Kate a říkali jí „Malá Kate”, aby ji odlišili od „Mámy Kate”. Brzy po jejím narození, otec koupil plantáž, která se později stala centrem města Cary, pojmenovaném podle jeho ženy. Kate se svou matkou jezdili na léto do Holly Springs, kde byl tamější vzduch podél delty Mississippi považován za čistější. Otec Edward psal dceři během těchto absencí dlouhé dopisy.
Edward Clark zemřel na zápal plic v roce 1885, krátce poté, co byl jmenován asistentem demokratického politika L. Q. C. Lamara. Po jeho smrti se Kate s matkou přestěhovaly do Freeman Place v Holly Springs, což byla rezidence rodiny Walthallových. Rodina se poté brzy přestěhovala do New Yorku, kde Kate navštěvovala dokončovací školu Gardiner school, kde promovala v roce 1891. V roce 1893 navštívila světovou výstavu v Chicagu, která rozdmýchala její vášeň pro umění. Po návratu do New Yorku se v roce 1894 přihlásila do Newyorské ligy studentů umění, kde ji učil kreslení Johny Henry Twachtman a Irving Ramsay Wiles akvarelu. Wiles ji seznámil s Williamem Merrittem Chasem, který ji učil malování zátiší a malbě v plenéru a byl také jejím mentorem, až do své smrti v roce 1916. Akvarelu se tehdy často věnovaly ženy, jakožto uhlazenému a čistému médiu, ale když Kate viděla Chase malovat olejem v bílém flanelovém obleku, stal se jejím oblíbeným médiem olej. Chase si její práce vysoce cenil, vybral si dva její obrazy do své soukromé sbírky. V 90. letech 19. století jezdily Kate s matkou na léto na Long Island. V roce 1896 její matka také cestovala do Washingtonu D.C. během společenské sezóny. V tomto roce Kate navštěvovala uměleckou školu Corcoran. Také navštěvovala další dvě školy umění – New York School of Art a Shinnecock School of Art. Zatímco v zimě zůstávala v New Yorku, v létě navštěvovala rezorty ve Vermontu a Conecticutu.
Svá díla signovala jako „Freeman Clark” nebo „K. Freeman Clark”, čímž nebylo jasné její pohlaví. V roce 1905 začala své práce vystavovat v Národní akademii designu (National Academy of Design). Následovaly další výstavy v Carnegie Institute v Pittsburghu, v Corcoran Gallery of Art ve Washingtonu, D.C., Pennsylvania Academy of the Fine Arts ve Filadelfii a v Národní akademii a společnosti amerických umělců v New Yorku. Byla předmětem samostatných-ženských výstav a jednala s galerií Macbeth o prodeji svých děl.
Do Mississippi se kvůli své umělecké kariéře a rodinným povinnostem vracela jen sporadicky. Většinu svého života prožila v New Yorku. Do svého rodiště se vrátila v roce 1924, po dvaceti letech v New Yorku, a opustila tak i umělecký svět. Není známo jaké pro to měla důvody, ale spekuluje se, že za tím mohla být smrt jejího mentora Chase v roce 1916, následovaná smrtí babičky v roce 1919 a její matky v roce 1922, což pro ni byla obzvláště velká rána, ze které se nikdy nezotavila. Také Chasova smrti ji zřejmě zasáhla velmi tvrdě. Trápilo ji, že nestihla včas aukci v jeho studiu, aby si mohla zakoupit nějakou upomínku na něj, zvláště černou konvici, na kterou často maloval, a která byla prodána za sedm dolarů někomu jinému. Kate zřejmě také předpověděla vzestup modernismu, který následoval po mezinárodní výstavě moderního umění (Armory Show). Je známo, že její rodina byla proti její umělecké kariéře. Strýc Russell Freeman ji v dopise varoval, aby se neangažovala „ve sférách života, které patří mužům”. Její povaha byla popsána jako depresivní, což mohlo přispět k jejímu stažení ze světa umění.

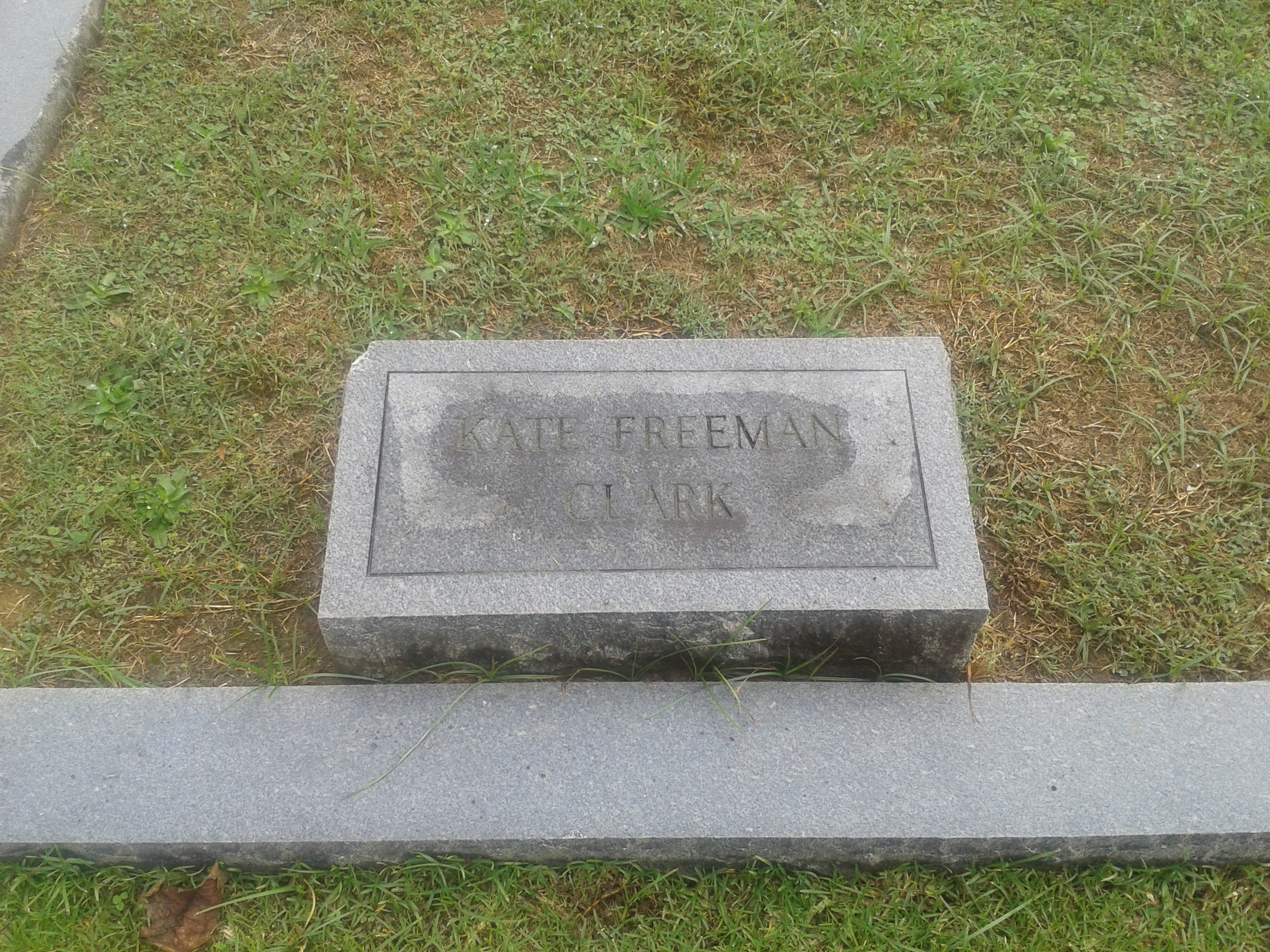
Náhrobek Kate Freeman Clark na rodinném hrobě v Holly Springs

Kate Freeman Clark se nikdy neprovdala. Jejím jediným vážným nápadníkem byl Hamilton Foley, kadet z West Pointu, který odjel na Filipíny během španělsko-americké války a v roce 1905 byl postaven před vojenský soud za zpronevěru. Po svém návratu do Holly Springs Kate jen zřídka mluvila o své tvorbě. Po své smrti však městu odkázala několik stovek maleb a kreseb, které byly uskladněny v Lincolnově skladišti v New Yorku, spolu s domem a penězi na stavbu muzea pro její umění. Díla se tak stala základem muzea Kate Freeman Clark v Holly Springs. V muzeu, které je vedle jejího bývalého domu se kromě několika děl od Chase nachází více než 1000 maleb Kate Freeman Clark. Jedná se pravděpodobně o největší kolekci maleb od jediného autora na světě. Jejím přáním byla také knihovna a také prostor pro vystavení módy, což nebylo možné zahrnout do konečného návrhu, kvůli nedostatku financí.
Kate Freeman Clark zemřela 3. března 1957 a je pohřbena na hřbitově Hillcrest v Holly Springs.

## Sbírky
Její malby se nachází ve sbírkách:
- Greenville County Museum of Art, Greenville, Jižní Karolína
- The Johnson Collection, Spartanburg, Jižní Karolína
- Kate Freeman Clark Art Gallery, Holly Springs, Mississippi
- Memphis Brooks Museum of Art, Memphis, Tennessee
- soukromé sbírky